# Emily Drayton Taylor

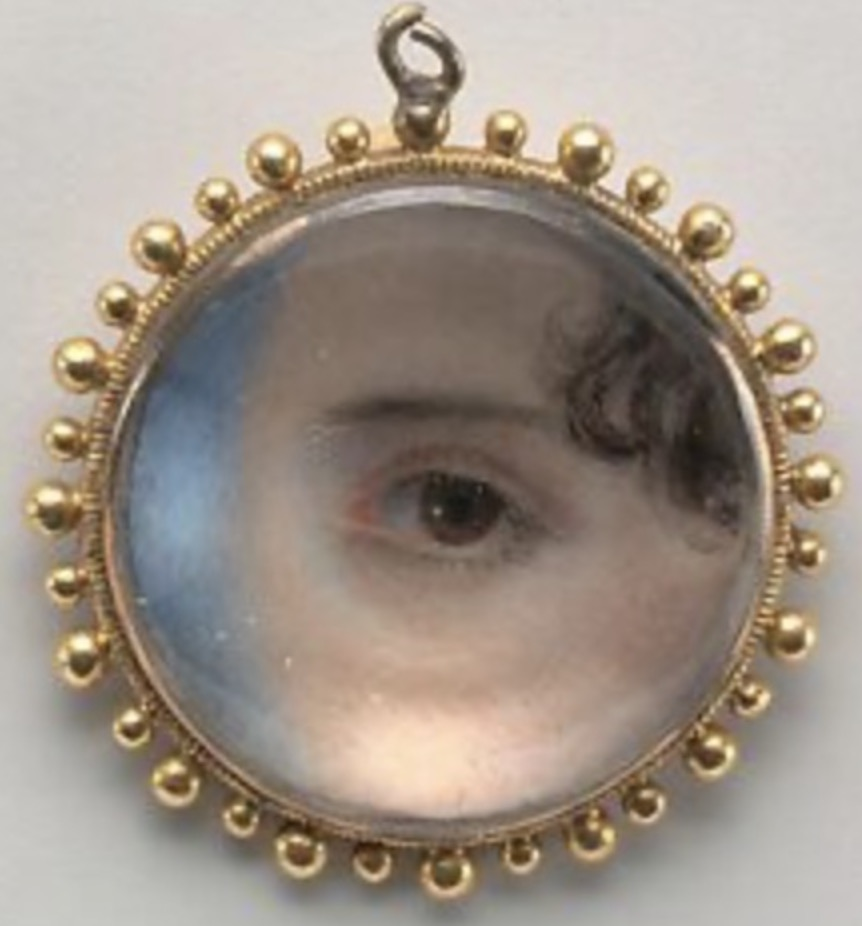
Emily Drayton Taylor, Lover's Eye, nach Edward Greene Malbone, ca. 1930 – Augenminiaturen wurden oft als „Lover's Eye“ (Liebesaugen) bezeichnet. Sie wurden früher als sentimentale Geschenke zwischen Liebenden ausgetauscht.

Emily Heyward Drayton Taylor (* 14. April 1860 in Philadelphia, Pennsylvania, USA; † 19. Juni 1952 ebenda) war eine amerikanische Miniaturmalerin. Sie ist vor allem für ihre zahlreichen Porträtminiaturen in Aquarell auf Elfenbein bekannt.

## Leben
Emily Heyward Drayton wurde 1860 in Philadelphia als Tochter des Arztes Henry Edward Drayton und dessen Frau Mary Brady Drayton geboren. Sie studierte in den 1870er Jahren Malerei in Paris bei Cécile Ferrère (1847–?) und im Jahr 1877 an der Pennsylvania Academy of the Fine Arts in Philadelphia. Im Jahr 1879 heiratete sie den bekannten Neurologen Dr. John Madison Taylor. Das Paar hatte drei Kinder. Ihre Karriere als Miniaturmalerin begann sie im Jahr 1893, und sie verfasste ein Kapitel über die Technik der Miniaturmalerei für Anne Hollingsworth Whartons Buch „Heirlooms in Miniatures“ (1897), das als die erste Geschichte der amerikanischen Miniaturen gilt. Im Jahr 1899 saßen Präsident McKinley und seine Frau ihr im Weißen Haus in Washington, D.C., Modell. Taylor schickte Werke zum Pariser Salon von 1897, zur ersten Jahresausstellung der American Society of Miniature Painters im Jahr 1900 sowie zur Pariser Weltausstellung von 1900.
Als aktive Förderin dieser Kunstform gründete sie die Pennsylvania Society of Miniature Painters, deren Präsidentin sie von 1901 bis 1951 war. Im Jahr 1939 stiftete sie eine nach ihr benannte Goldmedaille für die Gesellschaft. Sie gewann Goldmedaillen in Earl's Court, London (1900), und auf der Charleston Exposition (1902), eine Silbermedaille auf der Panama-Pacific International Exposition in San Francisco (1915) sowie eine PSMP-Ehrenmedaille (1919). Neben mehr als vierhundert Miniaturporträts sammelte Taylor frühe Miniaturen amerikanischer und englischer Maler, die sie 1951 in der Pennsylvania Academy of the Fine Arts ausstellte.
Emily Drayton Taylor verstarb am 19. Juni 1952 im Alter von 92 Jahren in Philadelphia.

## Werk

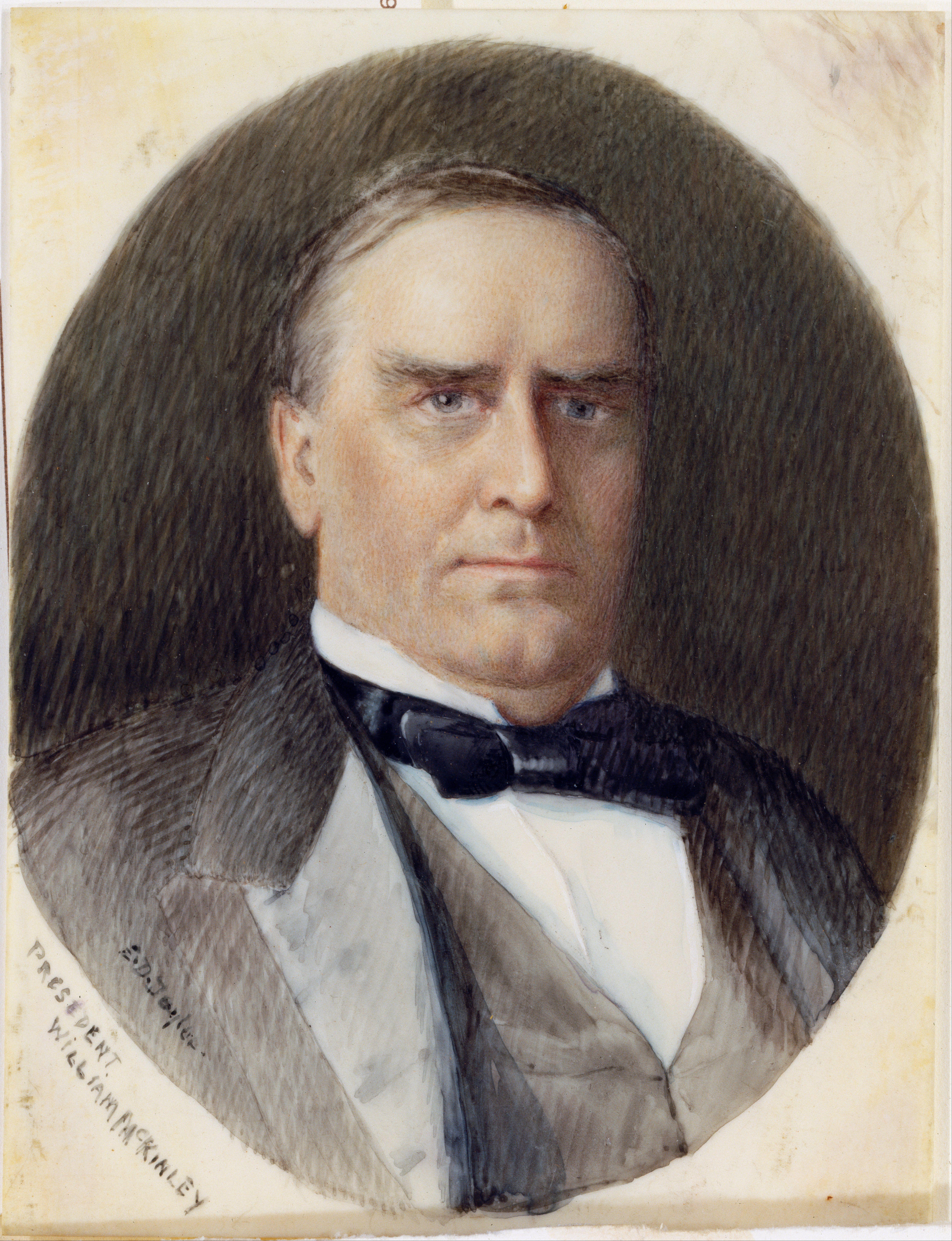
Emily Drayton Taylor: William McKinley. National Portrait Gallery, Washington D. C.

Emily Taylor war eine herausragende Vertreterin der amerikanischen Miniaturmalerei. Sie spezialisierte sich auf Aquarellporträts auf Elfenbein, die sich durch ihre äußerst detaillierte Ausführung auszeichnen. Zu ihren bekanntesten Werken gehören die Miniaturporträts von Präsident William McKinley und seiner Frau, die sie im Jahr 1899 anfertigte. Außerdem schuf sie eine Miniatur des Auges ihrer Großmutter Maria Miles Heyward Drayton, eine Kopie des Originals „Lover’s Eye“ von Edward Greene Malbone. Dabei veränderte sie die Augenfarbe von blau zu braun und schuf somit eine eigenständige Interpretation. Diese Miniatur ist im Metropolitan Museum of Art sowie im Cleveland Museum of Art zu sehen. Taylor entfaltete auch als Förderin des Miniaturmalens Einfluss und war lange Zeit führend in der Pennsylvania Society of Miniature Painters, deren Ausstellungen die amerikanische Miniaturmalerei maßgeblich prägten.